# Kazimierz Melchiades Sapieha
Kazimierz Melchiades Sapieha (ur. 1625, zm. 10 stycznia 1654 w Krzepicach) – dworzanin królewski, starosta krzepicki.
Był synem Mikołaja i bratem Jana Ferdynanda.
Uczestniczył w sejmie 1646. W 1647 był dworzaninem pokojowym Władysława IV. Na elekcji 1648 reprezentował województwo brzeskolitewskie, podpisał pakta konwenta Jana Kazimierza.
Uczestniczył w wyprawie zborowskiej (1649), a także w bitwach pod Beresteczkiem i Białą Cerkwią (1651). W kampaniach 1652–1653 brał udział w pułku dowodzonym przez Jana Fryderyka Sapiehę.
Zmarł w Krzepicach pochowany został wbrew swojej woli (chciał na Jasnej Górze) w Kodniu.